# 강산로
강산로(Gangsan-ro)는 대한민국의 경상북도 영덕군 강구면에서 달산면을 거쳐 연결하는 도로이다.
2009년 2월 12일 도로명 주소 사업에 인해 강산로로 지정되었다.

## 노선 구간
- 삼거리 명칭 미상
  - 국도 제7호선 (동해대로)
    - 강구119안전센터
- 교량 명칭 미상
- 교량 명칭 미상

- 화전1마을
- 화전저수지
- 낙양사
- 흥기1마을

- 삼거리 명칭 미상
  - 팔각산로

## 차로수
- 왕복 2차로